# Stérilisation (microbiologie)
Pour les articles homonymes, voir Stérilisation.
 (mars 2017).
Si vous disposez d'ouvrages ou d'articles de référence ou si vous connaissez des sites web de qualité traitant du thème abordé ici, merci de compléter l'article en donnant les références utiles à sa vérifiabilité et en les liant à la section « Notes et références ».
La stérilisation est une technique destinée à détruire tout germe microbien par exemple d'une préparation (souvent alimentaire). La première technique a consisté à porter cette préparation à haute température, c'est-à-dire de 100 à 180 °C. Elle a été inventée par Nicolas Appert, à la fin du XVIIIe siècle (appertisation). Cet autodidacte a inventé le procédé à l’origine des conserves et des plats cuisinés et créé à Massy la première conserverie. L'explication scientifique a été fournie, soixante ans après, par Louis Pasteur au XIXe siècle.
Dans les secteurs bio-médical et agro-alimentaire, la stérilisation des dispositifs médicaux et industriels est un procédé utilisé pour détruire les germes viables ou cultivables potentiellement infectieux. Dans le secteur medical, l'opération est faite par un agent de stérilisation.
Selon la norme NF EN 556, un dispositif médical peut être considéré stérile, si la probabilité théorique de présence d’un micro-organisme viable est inférieur ou égal à 10−6.
On distingue :
- les traitements thermiques : à la chaleur sèche, à la vapeur d'eau (autoclavage) ;
- les traitements dits « basse température » comme :
  - le traitement chimique souvent avec l'oxyde d'éthylène
  - le traitement par des rayonnements UV ou par rayonnements ionisants par exposition à un rayonnement gamma émis notamment par le cobalt-60 de synthèse, ou à un faisceau d'électrons accélérés).

Il n'existe pas de technique de stérilisation universelle. Il faut choisir entre les différentes techniques en prenant en compte les propriétés des objets à stériliser. Les traitements « basse température » (de 25 à 50 °C) sont utilisés entre autres pour les objets ne supportant pas la chaleur. Ces procédés font l'objet d'importants travaux de normalisation, au niveau international, afin notamment de définir les règles précises de leur maîtrise

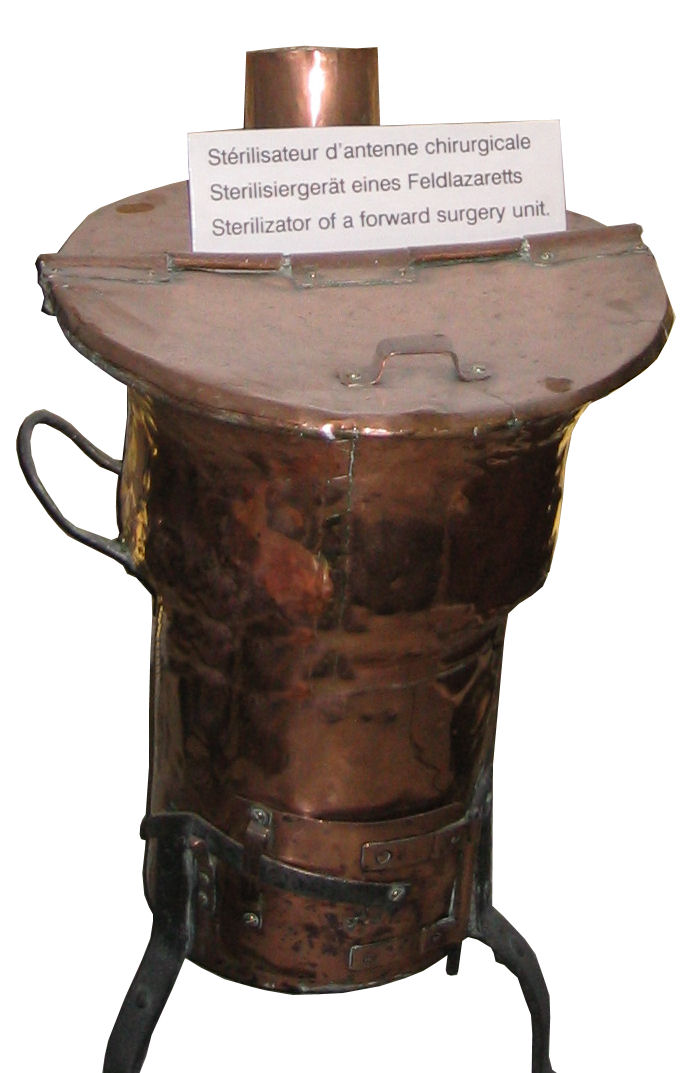
Un stérilisateur d'antenne chirurgicale avancée de la Première Guerre mondiale.

## Stérilisation à la chaleur

Un autoclave dans un hôpital suisse en 1914-1918.

### Stérilisation à la chaleur sèche
Le processus de stérilisation à la chaleur sèche est accompli par conduction. En effet, la chaleur est absorbée par la surface extérieure du dispositif que l'on veut stériliser. Ensuite la chaleur diffuse dans la couche suivante. Finalement, la totalité de l'élément atteint la bonne température nécessaire pour obtenir la stérilisation. Le temps et la température idéaux pour la stérilisation à la chaleur sèche sont de 160 °C durant 2 heures ou 170 °C durant 1 heure. Le dispositif doit être sec avant la stérilisation car l'eau pourrait interférer avec le processus. La chaleur sèche détruit les micro-organismes en provoquant une coagulation des protéines. Ce mode de stérilisation aujourd'hui proscrit a été utilisé en milieu hospitalier depuis la fin du XIXe siècle. Il s'effectuait dans un four appelé four Pasteur (Poupinel) et il s'agit d'une stérilisation physique qui résulte de l'oxydation des protéines
On peut stériliser par :
- la chaleur sèche : four Pasteur souvent dit « Poupinel ».
- la chaleur humide : autoclave ou tyndallisation.

La stérilisation par la chaleur humide donne de meilleur résultats (en particulier c’est la seule utilisable pour détruire les prions de façon fiable[réf. nécessaire]). Ce procédé est conseillé et le seul légalement autorisé pour stériliser les objets utilisés en thérapeutique (instruments chirurgicaux, pansements...).[réf. nécessaire]
L’efficacité de tous les procédés de stérilisation dépend de la propreté initiale de l’objet à stériliser, donc de sa préparation.

### Stérilisation à la vapeur
Le dispositif contaminé est mis à tremper dans une solution de détergent désinfectant puis rincé. Ensuite, la stérilisation à la chaleur humide est effectuée au moyen de vapeur saturée et sous pression (pour atteindre la température nécessaire). Comme dit précédemment, ce procédé de stérilisation, le plus fiable et le plus facile à contrôler, représente donc le premier choix pour le matériel qui résiste aux températures de 120 à 134 °C et à l’humidité.

#### Principe
Le matériel à stériliser est placé sur des grilles ou dans des conteneurs perméables à la vapeur puis exposé à l’action de la vapeur d’eau saturée et sous pression avec des paramètres temps/température déterminés.
Les températures à atteindre sont, en principe, de 121 °C pendant 20 minutes pour détruire les bactéries et de 134 °C pendant 18 minutes à une pression de 2,2 bars pour les prions.
Aucune bactérie végétative ne résiste à cette température. Seules quelques spores bactériennes pourront survivre à 116 °C mais elles sont exceptionnelles.

## Stérilisation basse température

### Stérilisation à l'oxyde d'éthylène[4]
Utilisée dans le domaine médical ou vétérinaire pour traiter par exemple les ligatures qui ne supportent pas la vapeur. Utilisée aussi dans les cas où une diffusion à travers l'objet est nécessaire (ouvrages littéraires).
Cette stérilisation est réalisée généralement dans des autoclaves dont le volume varie de 300 litres pour les plus petits à 10 m3 pour les plus grands.
Deux techniques sont possibles :
- travail en dépression, avec de l'oxyde d'éthylène concentré (30 % dans du gaz carbonique) ;
- travail sous pression, avec une concentration plus faible en oxyde d'éthylène (12 % dans du gaz carbonique).

L'opération comprend l'introduction de pièces dans l'appareil, la mise sous vide, l'introduction du gaz, la phase de diffusion/stérilisation, l'extraction du gaz et la désorption des objets.
Cette dernière phase est plus longue en cas de travail en dépression (gaz plus concentré).
Compte tenu du caractère inflammable et de la toxicité de l'oxyde d'éthylène, il convient d'être très exigeant sur la qualité des appareils utilisés et sur leur maintenance.

### Stérilisation par des rayonnements ultraviolets
La stérilisation par rayonnements ultraviolets (UV) est une méthode de désinfection qui utilise la lumière UV pour éliminer ou inactiver les micro-organismes tels que les bactéries, virus et champignons, en endommageant leur ADN ou ARN. Les rayons UV-C, avec une longueur d'onde autour de 254 nm, sont les plus efficaces pour cette application.

### Stérilisation par des rayonnements ionisants
La stérilisation peut être effectuée par des rayonnements électromagnétiques :
- Stérilisation plasma : le matériel à stériliser est soumis aux électrons, ions et photons issus d'un plasma[6].
- Stérilisation par faisceau d'électrons[7] ;
- Stérilisation par irradiation gamma[4] : la radiostérilisation du matériel médico-chirurgical par rayonnement gamma est réalisée avec une dose de l'ordre de 25 kGy et peut s’effectuer sur un matériel déjà placé dans son emballage définitif[8].

### Stérilisation par la pression
- voir Pascalisation, HPF

## Normes internationales (ISO)
Plusieurs normes ISO traitent de la stérilisation dont :
- ISO 17665 (vapeur, remplace ISO 11134, ISO 13683 et ISO 17665-1)
- ISO 11135 (oxyde d'éthylène)
- ISO 11137 (irradiation)
- ISO 11139 (vocabulaire)

## Normes européennes adoptées en France (AFNOR)
- EN 550 (oxyde d'éthylène)
- EN 552 (irradiation)
- EN 554 (vapeur)